# The Man Who Shook the Hand of Vicente Fernandez
The Man Who Shook the Hand of Vicente Fernandez è un film del 2012 diretto da Elia Petridis.
È una commedia drammatica statunitense a sfondo western con Ernest Borgnine, Barry Corbin e Carla Ortiz.

## Produzione
Il film, diretto e sceneggiato da Elia Petridis, fu prodotto da Darren Brandl, Dave O'Brien e dallo stesso Petridis per la Filmatics e girato nei Pointe Studios ad Hawthorne e a Santa Clarita in California.

## Distribuzione
Il film fu distribuito negli Stati Uniti nel 2012 (presentato ad aprile al Newport Beach International Film Festival in cui Borgnine fu premiato nella categoria "Outstanding Achievement in Acting").